# Pupe
 (septembre 2018).
Si vous disposez d'ouvrages ou d'articles de référence ou si vous connaissez des sites web de qualité traitant du thème abordé ici, merci de compléter l'article en donnant les références utiles à sa vérifiabilité et en les liant à la section « Notes et références ».

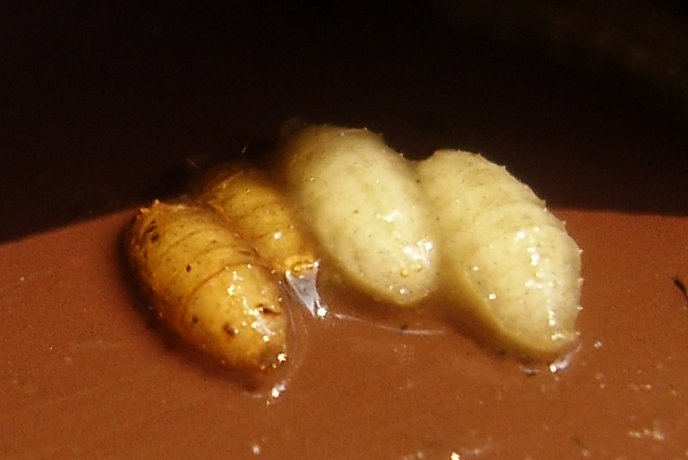
Pupes de drosophile (la plus foncée étant la plus âgée).

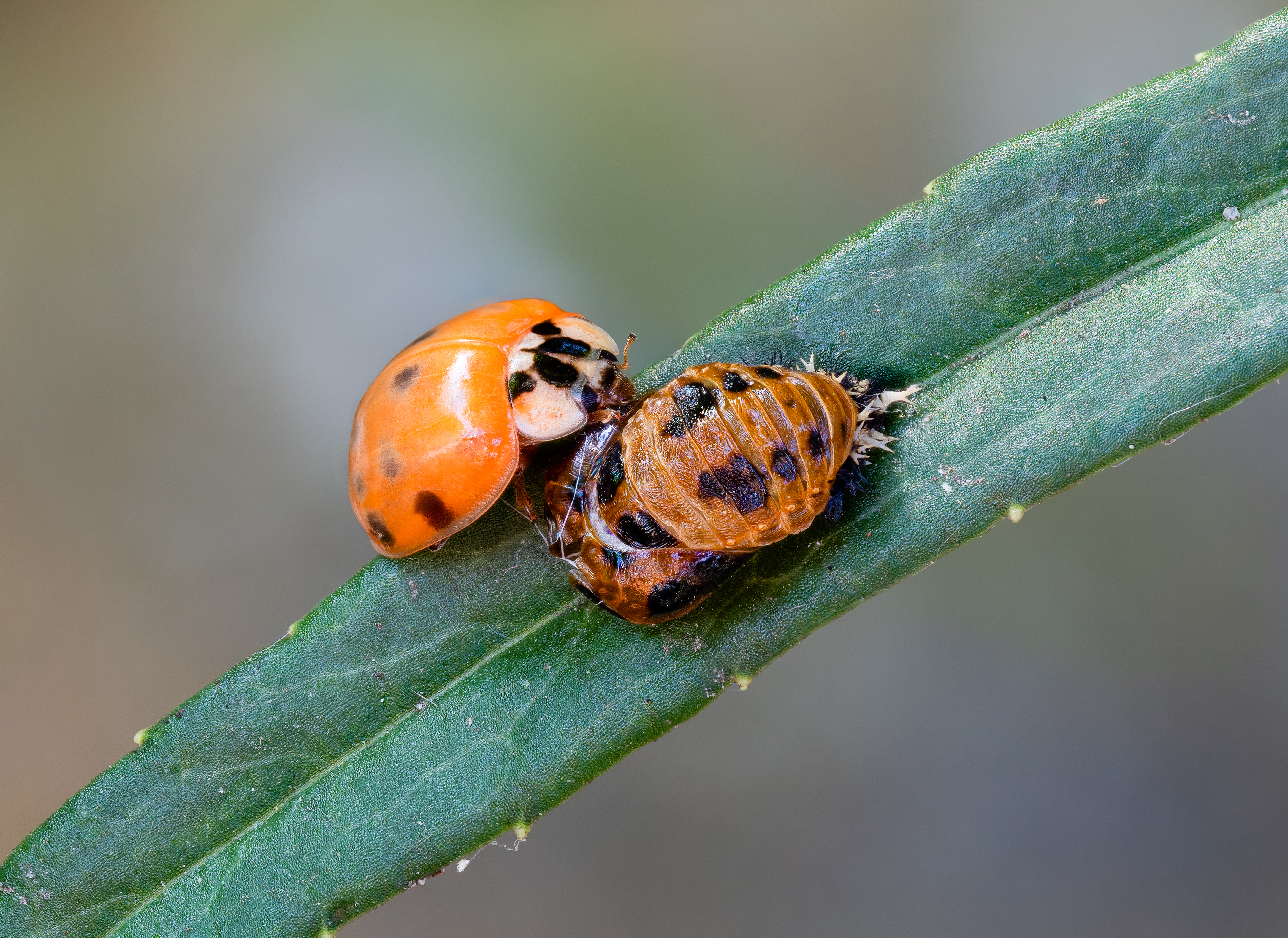
Une coccinelle asiatique avec son exuvie.

La pupe (du latin : pupa, « poupée »), chez les insectes diptères, est le stade intermédiaire entre l'état de larve (appelée asticot) et celui d'imago, au cours de la métamorphose,. Elle est donc un cas particulier de nymphe, au même titre que la chrysalide des lépidoptères.
Il faut toutefois noter une particularité importante : alors que les chrysalides se forment par une mue nymphale complète, la pupe se forme au cours d'un processus comprenant toutes les étapes de la mue sauf l'exuviation. En effet, la pupaison se réalise à l'intérieur de la cuticule du dernier stade larvaire, qui n'est pas rejetée, mais qui se durcit et devient un cocon abritant l'ensemble des transformations de la métamorphose. Avant l'exuviation de l'adulte, trois cuticules se trouvent donc emboîtées dans la pupe : à l'extérieur, l'ancienne cuticule larvaire, durcie ; en dessous, la cuticule pupale proprement dite, très fine ; et, dessous encore, la cuticule pré-exuviale de l'imago en formation.
Les stades de croissance par mues successives d'une mouche sont donc : œuf → généralement trois stades larvaires (asticot) → pupe → imago.

## Terminologie en langues étrangères
On parle parfois de pupe pour les fourmis, parfois qualifiée également d'« œuf » à tort, mais il s'agit dans la terminologie française classique d'une nymphe[réf. nécessaire].
Puparium en anglais désigne les pupes des diptères et pupa (mais aussi Puppe en allemand) les nymphes des autres holométaboles, tandis que nymph désigne en anglais les stades larvaires des insectes hémimétaboles. D'autre part, les anglophones désignent couramment par eclosion la sortie de la pupe par l'adulte (en français, c'est l'exuviation adulte ou l'émergence de l'imago), alors que le terme éclosion est utilisé en français pour désigner la sortie de l'œuf (les anglophones utilisent pour cela le terme hatching).